# Psammophorura gedanica
Psammophorura gedanica is een springstaartensoort uit de familie van de Tullbergiidae. De wetenschappelijke naam van de soort is voor het eerst geldig gepubliceerd in 1994 door Thibaud & Weiner.